# تشن بو
تشن بو (بالصينية: 陈博) (4 أغسطس 1989 بخوبي في الصين - ) هو لاعب كرة قدم صيني في مركز الدفاع. لعب مع Chengdu Tiancheng F.C. ‏ وYinchuan Helanshan F.C. ‏.

## وصلات خارجية
- تشن بو على موقع قاعدة بيانات كرة القدم.إي يو (الإنجليزية)
- تشن بو على موقع Soccerway.com (الإنجليزية)